# 科瓦奇塞纳尧
科瓦奇塞纳尧，是匈牙利巴兰尼亚州所辖的一个村。总面积7.83平方公里，总人口56，人口密度7.2人/平方公里（2011年1月1日）。